# 황당
황당, 터무니없음, 우스꽝스러움은 이성이 극도로 비합리적이거나 무의미하거나 불건전하여 비합리적이거나 심각하게 받아들여지지 않는 상태 또는 상태를 말한다. 영어로는 absurd라고 하는데 이는 '부조리'를 의미하는 라틴어 absurdum에서 유래되었다. 라틴어 surdus는 "귀머거리"를 의미하며 어리석음을 암시한다. 황당은 현실적이거나 합리적인 것과 대조된다. 일반적으로 황당은 공상적, 어리석은, 기괴한, 거칠거나 말도 안되는 것과 동의어일 수 있다. 전문적인 사용법에서 부조리는 잘못된 추론의 극단적인 추론 또는 추론의 무의미함과 관련된다. 황당은 극단적인 부조리한 병치, 웃음, 조롱과 관련이 있다.

## 같이 보기
- 넌센스